# Sankt Ibbs socken
Sankt Ibbs socken omfattar ön Ven. Den ingick i Rönnebergs härad, uppgick 1959 i Landskrona stad och området ingår sedan 1974 i Landskrona kommun och motsvarar från 2016 Sankt Ibbs distrikt.
Socknens areal är 7,52 kvadratkilometer varav 7,47 land. År 2000 fanns här 351 invånare. Ruinerna efter Uraniborg, kyrkbyn Kyrkbacken med sockenkyrkan Sankt Ibbs gamla kyrka samt orten Tuna med Sankt Ibbs nya kyrka ligger i socknen.

## Administrativ historik
Socknen har medeltida ursprung.
Vid kommunreformen 1862 övergick socknens ansvar för de kyrkliga frågorna till Sankt Ibbs församling och för de borgerliga frågorna bildades Sankt Ibbs landskommun. Landskommunen uppgick 1959 i Landskrona stad som ombildades 1971 till Landskrona kommun. Församlingen uppgick 2006 i Landskrona församling.
1 januari 2016 inrättades distriktet Sankt Ibb, med samma omfattning som församlingen hade 1999/2000.
Socknen har tillhört län, fögderier, tingslag och domsagor enligt vad som beskrivs i artikeln Rönnebergs härad. De indelta soldaterna tillhörde Norra skånska infanteriregementet, Rönnebergs kompani.

## Geografi
Sankt Ibbs socken ligger på Ven väster om Landskrona i Öresund. Socknen är en slättbygd på en platå med branta stränder.

## Fornlämningar
Boplatser från stenåldern är funna. Från bronsåldern finns gravhögar och några hällristningar.

## Namnet
Namnet skrevs 1671 Sanchte Ibb och kommer från sockenkyrkan som är invigd åt Sankt Jakob (Ibb på danska)..
Namnet Vens socken har även använts förr.